# Zebroide

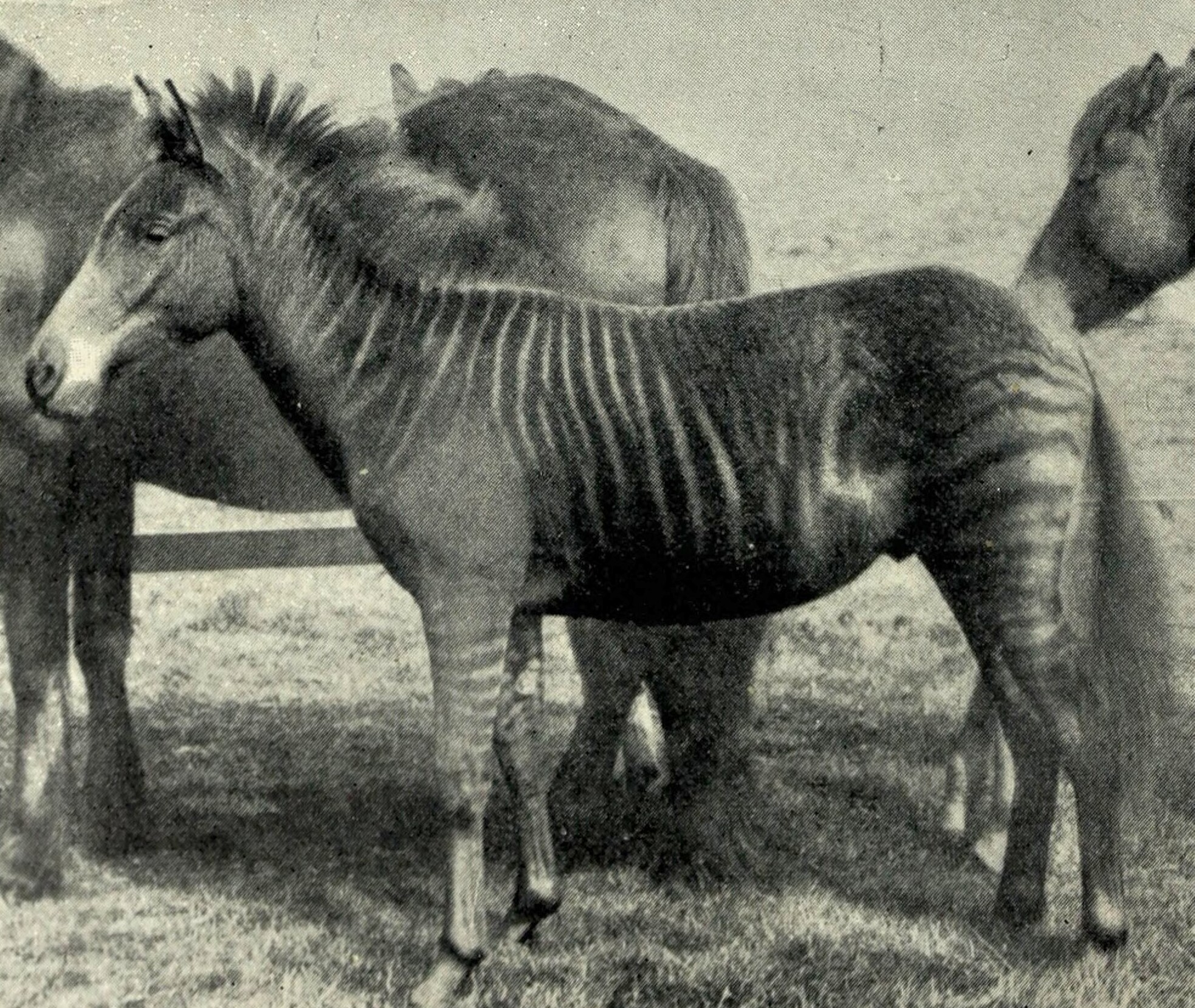
Zebroide im Jahr 1898

Als Zebroide werden Hybriden innerhalb der Gattung Pferde aus Kreuzungen zwischen einem Zebra und einer anderen Pferdeart bezeichnet. Aus praktischen Gründen (einfachere Aufzucht) wird dabei als Vater meist ein Zebra verwendet. Wie die meisten Hybriden aus verschiedenen Arten, wie zum Beispiel Maultiere und Maulesel, sind auch Zebroide meist nicht fortpflanzungsfähig.

## Kreuzungen mit Pferden
Zorse (Kofferwort aus zebra und horse) bezeichnet speziell die Kreuzung zwischen Pferd und Zebra, die meist eine größere Ähnlichkeit mit einem Pferd als einem Zebra aufweist. Zorse haben hologrammähnliche Streifen, die je nach Blickwinkel und Tageszeit ihre Form zu ändern scheinen.
Die erste erfolgreiche Kreuzung von Zebra und Pferd gelang Ilja Iwanowitsch Iwanow in Russland.

## Kreuzungen mit Eseln
Eine Kreuzung zwischen Zebra und Esel wird als Zebrule (von zebra und mule), Zedonk, Zebdonk bzw. Zonkey (von zebra und donkey) oder eingedeutscht als Zesel oder Zebresel bezeichnet. Das folgt dem Muster, dass bei Hybriden der Vater zuerst genannt wird. Fohlen einer Zebrastute sind – wegen des aggressiveren Paarungsverhaltens der Zebras – noch viel unwahrscheinlicher als solche einer Eselstute und werden Ebra genannt. Allerdings werden auch Fohlen eines Eselhengstes und einer Zebrastute in den Medien oft als Zebresel bezeichnet.
Als Wildtier kommt der Esel-Zebra-Mischling in Afrika vereinzelt in Gegenden vor, in denen Zebras und Esel in enger Nachbarschaft leben.

## Bilder

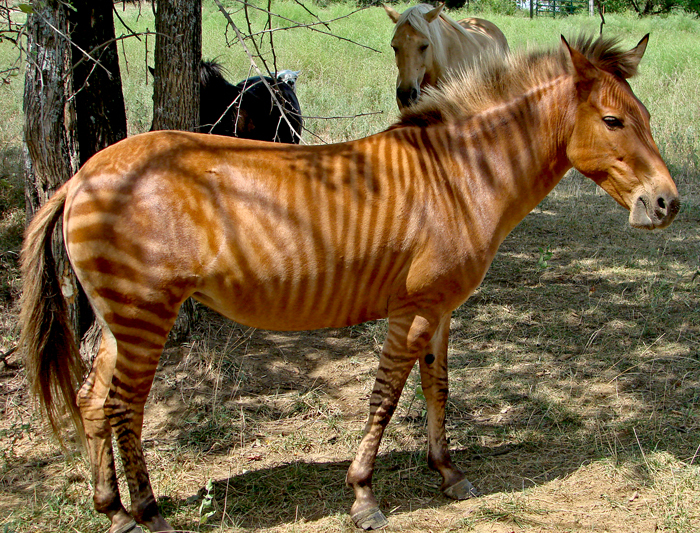
Zorse
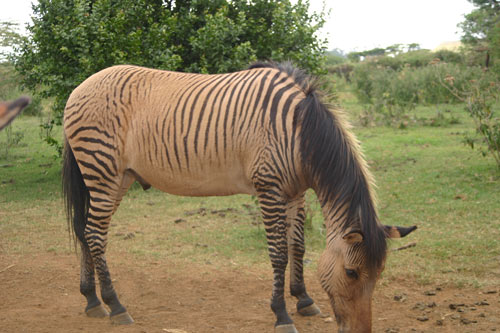
Zorse
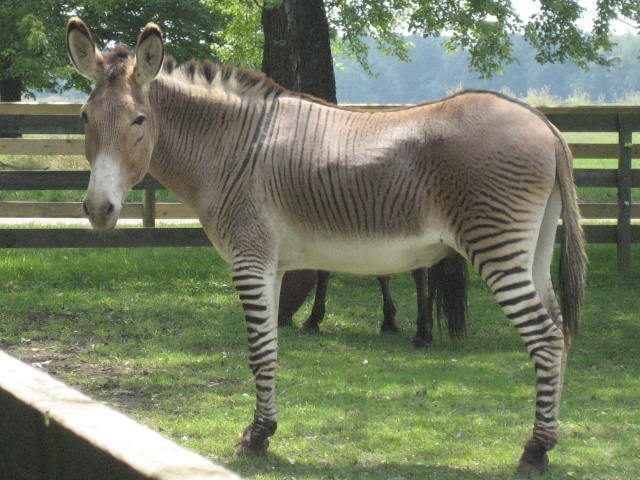
Zesel
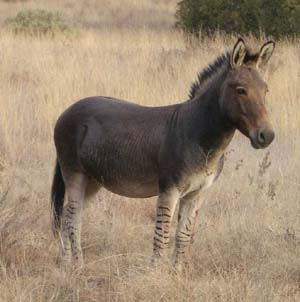
Zesel in Südafrika
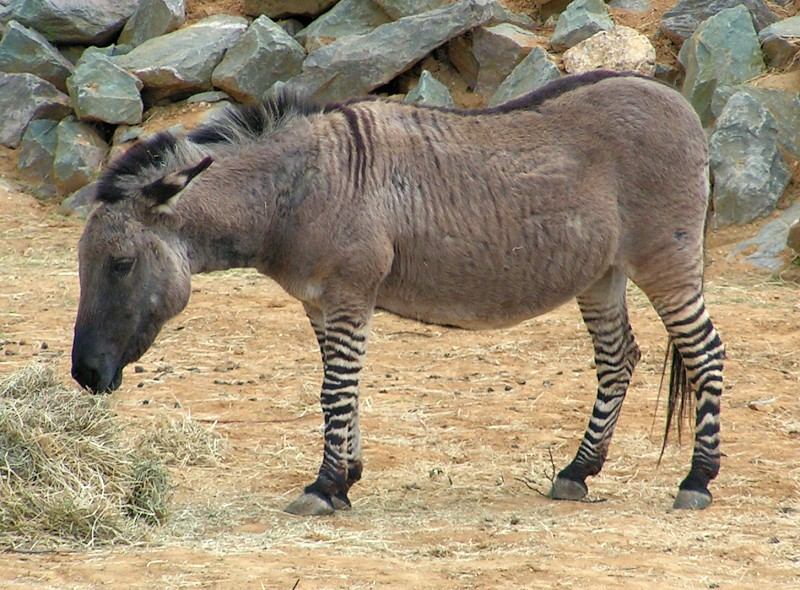
Zesel
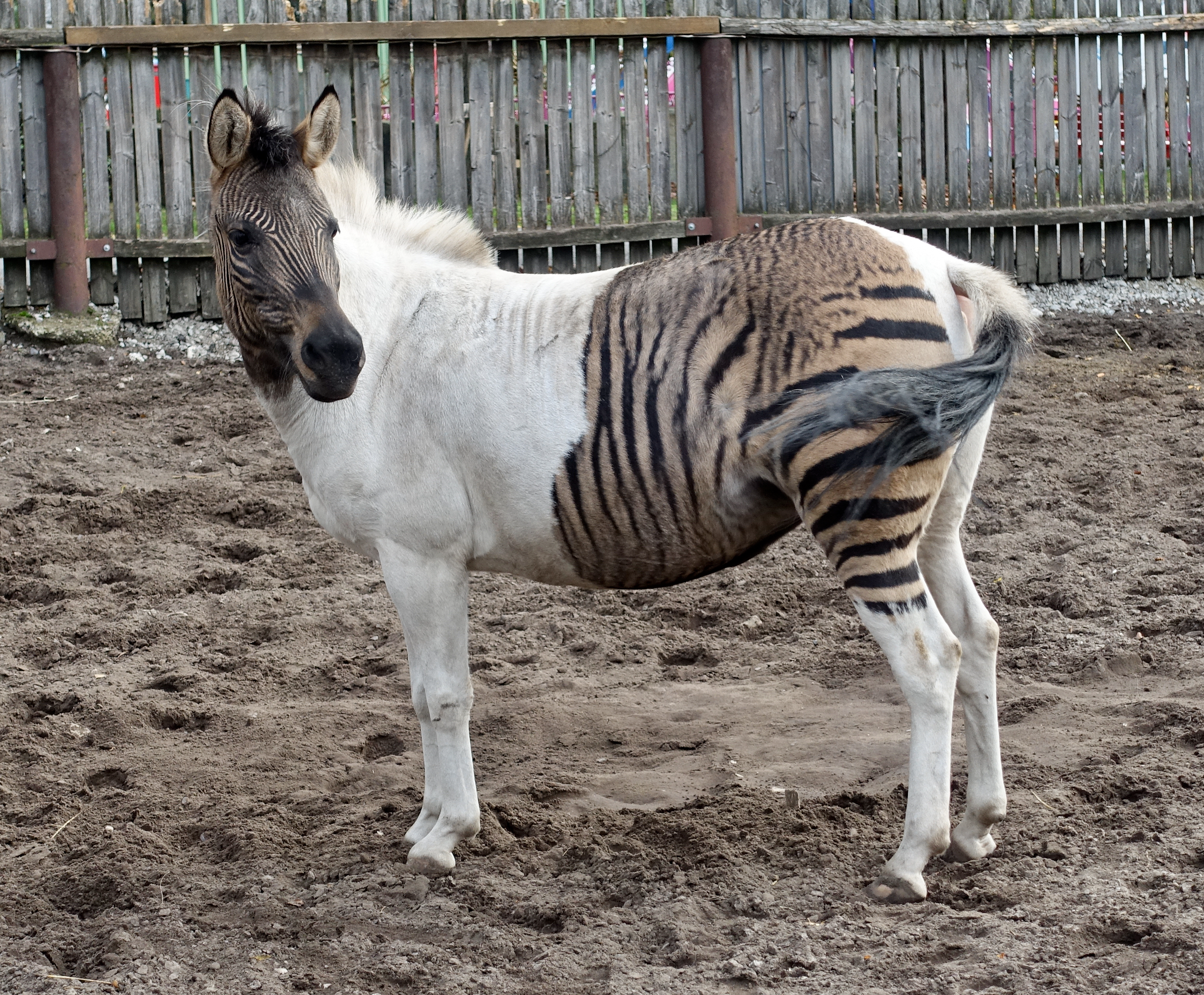
Zorse
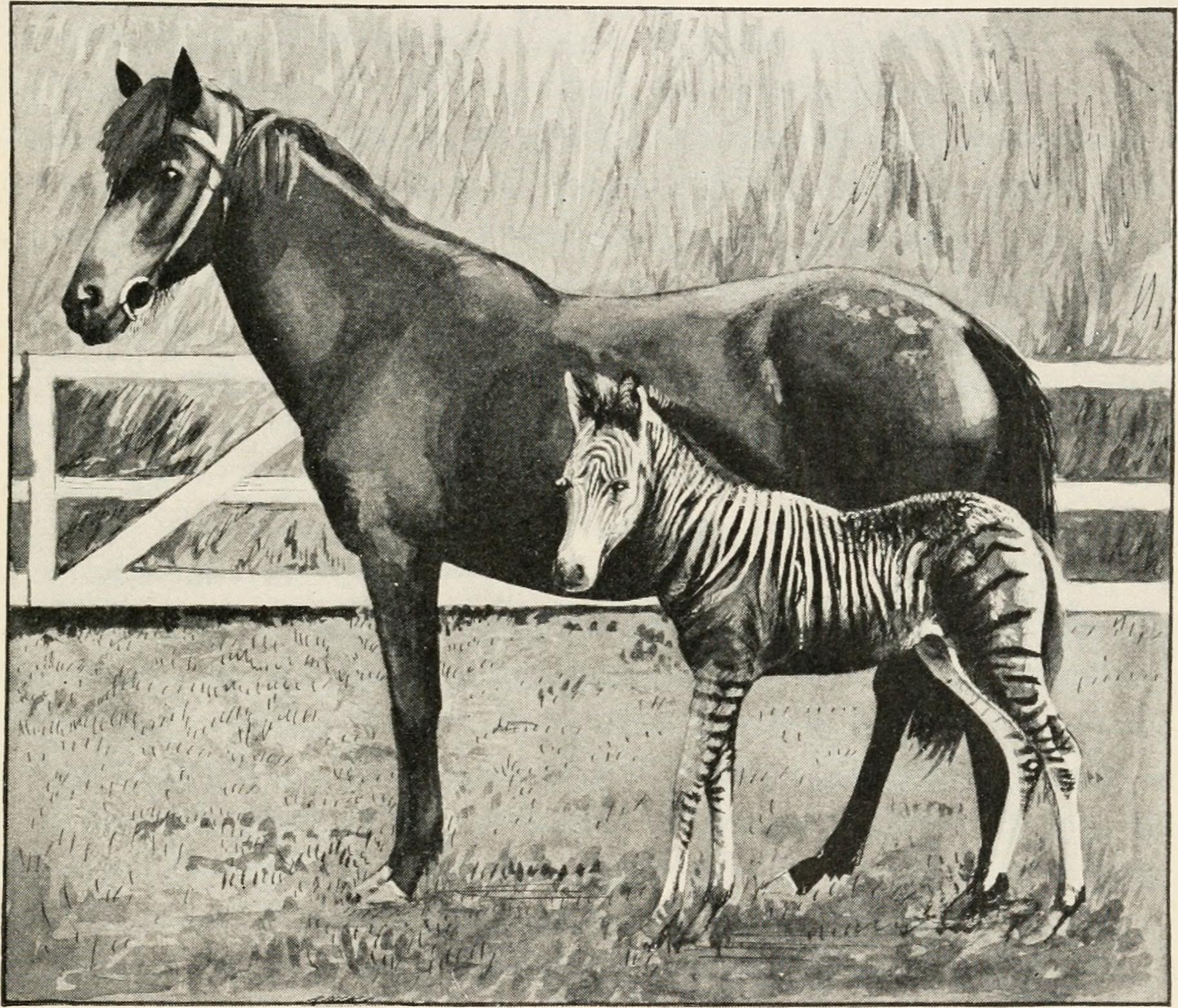
Zorse-Fohlen mit Mutter